# سوزان إيوانو
سوزان إيوانو هي كاتبة للأطفال وكاتِبة وشاعرة كندية، ولدت في 1944 في تورونتو في كندا.